# Parafia św. Prokopa Opata w Błędowie
Parafia Świętego Prokopa Opata w Błędowie – parafia rzymskokatolicka należąca do dekanatu mogielnickiego, archidiecezji warszawskiej, metropolii warszawskiej Kościoła katolickiego, w Błędowie. Obsługiwana przez księży archidiecezjalnych. Mieści się przy Starym Rynku. 

## Historia
Parafia została erygowana w 1392. 

### Kościół parafialny
Obecny kościół parafialny pochodzi z końca XIX wieku.